# Unione Sportiva Milanese 1919-1920
Questa pagina raccoglie i dati riguardanti l'Unione Sportiva Milanese nelle competizioni ufficiali della stagione 1919-1920.

## Stagione
L'Unione Sportiva Milanese vinse il girone C lombardo con otto vittorie e due pareggi qualificandosi agevolmente alle semifinali settentrionali. A causa della sconfitta interna con il Brescia e quella per 3-0 sul campo della Juventus, al termine del girone di andata delle semifinali l'USM si trovò staccata già di quattro punti dalla vetta occupata dai bianconeri. Furono vane le cinque vittorie su cinque nel girone di ritorno, compresa quella nello scontro diretto alla terzultima giornata che riaprì il campionato, in quanto i bianconeri vinsero le restanti due partite mantenendo i due punti di vantaggio sull'USM secondo classificato.

## Rosa
| N. |                   | Ruolo | Calciatore           |
| -- | ----------------- | ----- | -------------------- |
|    | Italia (bandiera) | A     | Giannino Ballerini   |
|    | Italia (bandiera) | C     | Enrico Bellandi (II) |
|    | Italia (bandiera) | C     | Ruggero Bosi         |
|    | Italia (bandiera) | C     | Enrico Brega         |
|    | Italia (bandiera) | A     | Gualtiero Canetta    |
|    | Italia (bandiera) | D     | Carmelo Romeo        |
|    | Italia (bandiera) | A     | Giuseppe Clivio      |
|    | Italia (bandiera) | C     | Colombo (I)          |
|    | Italia (bandiera) | A     | Giulio Crocco (II)   |
|    | Italia (bandiera) | A     | Osvaldo Dagradi      |

| N. |                   | Ruolo | Calciatore           |
| -- | ----------------- | ----- | -------------------- |
|    | Italia (bandiera) | P     | Mario De Simoni      |
|    | Italia (bandiera) | D     | Antonio May          |
|    | Italia (bandiera) | C     | Renzo Monti          |
|    | Italia (bandiera) | A     | Paride Pasqualetto   |
|    | Italia (bandiera) | D     | Amilcare Pizzi (I)   |
|    | Italia (bandiera) | A     | Felice Pizzi (II)    |
|    | Italia (bandiera) | A     | Redaelli             |
|    | Italia (bandiera) | A     | Arturo Robecchi      |
|    | Italia (bandiera) | A     | Mario Scaravatti     |
|    | Italia (bandiera) | P     | Vincenzo Soffientini |

## Risultati

### Prima Categoria

#### Girone C lombardo

##### Girone di andata
| Arbitro: | Quirci (Milano) |

|               |           |                                                       |
| ? ?’ (rig.) ? | Marcatori | Pasqualetto 10’, 22’, ?’ Robecchi 12’, 80’ Crocco 40’ |

| Arbitro: | Barnabò (Milano) |

|                    |           |   |
| ? 10’ Clivio 69’ ? | Marcatori | ? |

| Varese 26 ottobre 1919 3ª giornata                         | Varese    | 1 – 4                  | US Milanese |  |
| \| \| \| \| \| ? \| Marcatori \| 7’ ? 27’ Dagradi 50’ ? \| |           |                        |             |  |
|                                                            |           |                        |             |  |
| ?                                                          | Marcatori | 7’ ? 27’ Dagradi 50’ ? |             |  |

| Arbitro: | Ferradini (Milano) |

|             |           |                                                   |
| Donegana ?’ | Marcatori | ?’, ?’, ?’, ?’, ?’ Canetta ?’, ?’ Marini ?’ Brega |

| Arbitro: | Cattaneo (Milano) |

|            |           |            |
| Clivio 89’ | Marcatori | 29’ Sodano |

##### Girone di ritorno
| Arbitro: | Crivelli (Milano) |

|                                              |           |  |
| Robecchi 3’, 89’ Pasqualetto 32’ Dagradi 60’ | Marcatori |  |

| Arbitro: | Gaetani |

|  |           |                                       |
|  | Marcatori | 10’ Crocco ?’ (aut.) Antonaci Dagradi |

| Arbitro: | Fries (Milano) |

|                           |           |                           |
| Robecchi 16’ ? 73’ (rig.) | Marcatori | 30’ Ferrini II 43’ Vedani |

| Arbitro: | Venegoni (Legnano) |

|                            |           |  |
| Clivio 65’ Crocco 75’, 78’ | Marcatori |  |

| Arbitro: | Barnabò (Milano) |

|  |           |               |
|  | Marcatori | 63’ Crocco II |

#### Semifinale B

##### Girone di andata
| Arbitro: | Barnabò (Milano) |

|                 |           |              |
| Crocco 22’, 80’ | Marcatori | 30’ Monti II |

| Arbitro: | Crivelli (Milano) |

|              |           |           |
| Siviardo 85’ | Marcatori | 15’ Pizzi |

| Arbitro: | Gama (Milano) |

|  |           |             |
|  | Marcatori | 21’ Dagradi |

| Arbitro: | Moda (Milano) |

|  |           |             |
|  | Marcatori | 65’ Carrano |

| Arbitro: | Terzolo (Genova) |

|                        |           |  |
| Ferraris 47’, 49’, 76’ | Marcatori |  |

##### Girone di ritorno
| Arbitro: | Storer (Venezia) |

|            |           |                             |
| Fayenz 28’ | Marcatori | 17’, 85’ Crocco 43’ Dagradi |

| Arbitro: | Barbon (Venezia) |

|  |           |            |
|  | Marcatori | 21’ Clivio |

| Arbitro: | A. Gama (Milano) |

|                       |           |          |
| Pizzi 55’ Dagradi 68’ | Marcatori | 50’ Bona |

| Arbitro: | Barnabò (Milano) |

|                           |           |             |
| Bosi 60’ (rig.) Monti 85’ | Marcatori | 25’ Ravetti |

| Arbitro: | Panzeri (Milano) |

|                      |           |                 |
| Clivio 28’ Pizzi 65’ | Marcatori | 38’ Frassoldati |